# Тадија Савић
Тадија Савић (Ивањица 24. јул 1965) српски је мултимедијални уметник, сликар, фотограф и вајар.
Сликарство је учио у атељеу професора Миомира Миленковића. Учесник је многобројних Ликовних колонија. Имао је преко 60 групних изложби као и 9 самосталних, што у земљи, што у иностранству.

## Самосталне изложбе
- Ивањица (1997)
- Београд (1998)
- Грчка (1988)
- Аранђеловац (1999)
- Златибор (2001)
- Ириг (2003)
- Ивањица (2004)
- Ариље (2005)
- Париз (2005)

## Дела

### Сликарство
Најзначајнија дела су:
- Молитва као последња одбрана - уље на лесониту 1990.
- Она - уље на платну 1997.
- Млада девојка - цртеж у угљену 1999.
- Акт 02 - цртеж у угљену 1999.
- Предосећање - цртеж у угљену 1999.
- Матрикс 1 и 2 - уље на платну 2000
- Ореада - уље на платну 2003.

## Други о Тадији

### Критике са отварање изложби
Та експресија се додирује са надреалситичким и метафизичким амбијентима и у пејзажима где они нису представљени у овом, чисто реалистичком, физичком, спољашњем облику, него произилазе из субјективног доживљаја. Кроз ту тежњу да се изразе облик и боја и кроз ту набујалу енергију сагледава се више унутрашња него спољашња реалност ...— Миомир Миленковић, професор; уводна реч са изложбе - Ивањица 1997
Тадија у своје дело као посебан сегмент освежавања уводи женски акт и естетику фаталних ђена осамдесетих година у знаку филма  блиске еротизоване травестије. Тај додир са апсолутним, врхунац, има у нагости ликова, као некој врсти пркосне храбрости и изазовне интиме. Акт у Тадијиној интерпретацији одраз је снаге, сукоба, набоја и варничења принципа енергије, а не млаке нежности и романтике ...— Дејан Ђорић, историчар уметности; уводна реч са изложбе - Београд 1998
Сликар снажних емоција и изразите животне енергије свој доживљај преноси са чудним спојем темепераментног, бритког, страсног, импулсивног и осећајног, врло често и грубог у АЛ ПРИМА даху. Доза поетског, лирског и суптилног није непозната у ствари, овом једноставном сликарству које одише чулношћу, животном енергијом и необичном фантастиком. Тадијино сликарство се у потпуности уклапа у његов страствени сан у лавиринт слика и цртежа ...
... На први поглед доминантна лепота и склад, уступају место тихој опомени и упозорењу о нескладу између духовног и телесног...— Мирослав Предојевић, мајстор фотографије; уводна реч са изложбе - Аранђеловац 1999